# Домашний компьютер

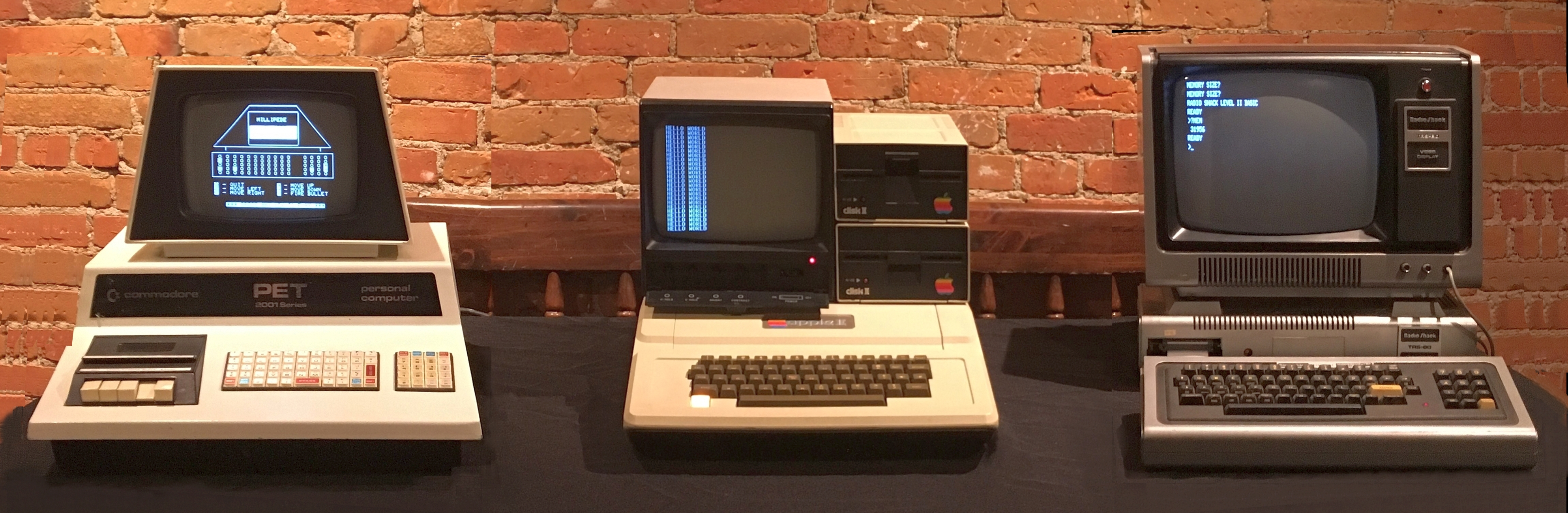
Домашние компьютеры второй половины 1970-х годов (Commodore PET, Apple II, TRS-80 Model I)

Домашний компьютер — разновидность персональных компьютеров. Домашними компьютерами называли относительно дешёвый сегмент микрокомпьютеров второго поколения, появившийся на рынке в 1977 году и получивший широкое распространение в 1980-1990-е годы. В отличие от более дорогого и мощного подкласса профессиональных персональных компьютеров, домашние компьютеры отличались меньшей ценой, обусловленной упрощённой конструкцией, и как правило более дружественным к пользователю интерфейсом, благодаря аппаратно встроенной в компьютер собственной операционной системе.
Домашние компьютеры стали широко доступными, когда началось массовое производство микропроцессоров, а также микросхем большой степени интеграции, что привело к резкому сокращению размеров компьютеров и их сильному удешевлению. Это позволило использовать компьютеры в домашних условиях. Если в середине 70-х это были не более чем дорогие и маломощные игрушки для профессионалов и энтузиастов, то к концу десятилетия их наиболее мощные образцы смогли конкурировать по вычислительной мощности с недорогими мини-ЭВМ, при этом являясь доступными по цене массовому потребителю.
С развитием технологий, и благодаря массовому клонированию вследствие открытости архитектуры, IBM PC совместимые компьютеры (изначально весьма дорогие и позиционировавшиеся фирмой IBM для профессионального, в основном офисного, применения), подешевели и стали доступны как в дорогих, так и в дешёвых конфигурациях. Благодаря этому они завоевали значительную часть рынка домашних компьютеров, впоследствии полностью вытеснив последние как морально устаревшие, и не обеспечивающие аппаратное соответствие современному уровню требований к сложности программного обеспечения, а термин «персональный компьютер», как калька с принадлежащего фирме IBM названия «PC», стал употребляться и по отношению к домашним компьютерам.

## Краткая история

### Истоки
После феноменального успеха выпущенного компанией Apple Computer в 1977 году компьютера Apple II, завоевавшего популярность у пользователей, в частности с помощью электронной таблицы VisiCalc (одной из основных причин хитового статуса которой было её продвижение в качестве средства подсчёта налогов: из-за особенностей налогового законодательства США ежегодное составление декларации домохозяйствами и малыми предприятиями — крайне сложный и кропотливый процесс, который ранее включал в себя расчерчивание и многократную правку огромных балансовых таблиц), на рынок в конце 1970-х — начале 1980-х хлынул поток машин всех типов. Среди прочих встречались и такие экзотические, как Jupiter ACE, операционная система которого была основана на языке программирования Forth; компьютер появился на рынке на краткий миг и вновь исчез. Некоторые продержались довольно долго — например, BBC Micro и Commodore 64, которые и по сей день имеют поклонников.
Однако появление в августе 1981 года IBM PC (по внутренней, малоизвестной широкому потребителю, системе классификации IBM, называвшегося «IBM 5150») привело в итоге к доминированию IBM PC-совместимых персональных компьютеров и новых поколений игровых приставок. Значительно более дорогой, ориентированный на профессиональное применение, громоздкий и пугающий IBM PC был, тем не менее, гораздо более мощным, нежели 8-разрядные бытовые компьютеры предыдущих поколений, и, вдобавок, имел, в отличие от них, модульную, расширяемую архитектуру, что позволяло подобрать его конфигурацию под требуемую задачу, не тратя лишних денег. Кроме того, благодаря решению IBM не патентовать BIOS своего компьютера, спустя некоторое время появилось великое множество аппаратно и программно совместимых клонов, позволявших запускать программное обеспечение IBM PC без изменений, что привело к резкому падению цен и консолидации индустрии вокруг IBM-PC-соместимых машин как промышленного стандарта.
В то же время стремительно устаревающие 8-битные машины продолжали терять популярность. Некоторые из них, такие, как MSX и Apple II, сделали попытку перейти в 16-битный класс, но без особого успеха. Пока Apple II сдавал позиции под напором IBM PC, Apple Computer в 1984 году выпустила новый компьютер Apple Macintosh, явившийся ответом на IBM PC и характерным примером нового поколения домашних компьютеров. Несмотря на незначительный объём памяти (128К) и монохромный экран невысокого разрешения (512х384), он обладал чрезвычайно мощным 24/32-битным процессором Motorola 68000, революционным графическим интерфейсом пользователя, и по розничной цене ($2500, примерно $5500 в долларах 2013 года) соответствовал скорее профессиональным компьютерам. Другими известными представителями этого класса стали Commodore Amiga и Atari ST, но их популярность оказалась недолгой — из-за неразумной бизнес-политики их производители обанкротились в середине 90-х.
В итоге к середине 90-х годов рынок домашних компьютеров оказался поделен между машинами всего двух платформ — IBM PC-совместимых ПК от различных производителей на любой вкус и кошелёк, занимающих до 90 % рынка, и сконцентрировавшихся на более дорогом сегменте Apple Macintosh, колеблющихся на уровне 10 %. Эта ситуация оказалась на удивление устойчивой и сохраняется с незначительными колебаниями вот уже около 20 лет. В то же время граница между бытовыми и профессиональными машинами к концу 90-х оказалась окончательно размытой из-за фактической смерти сегмента рабочих станций под управлением ОС UNIX — значительно выросшая мощность персональных компьютеров, не связанных ограничениями компаний-производителей из-за их открытой архитектуры, сделала UNIX-станции невыгодными и привела к их вытеснению более мощными конфигурациями ПК, 100 % совместимыми с машинами бытового сегмента, пусть и значительно более производительными.

### Технические особенности
Большинство домашних компьютеров внешне походили друг на друга, имели исполнение в форме клавиатуры-моноблока, часто с недорогой в производстве (мембранной или резиновой) клавиатурой, и отображали на обычном телевизоре 20—40 колонок текста. Многие использовали обычные широко распространённые аудиокассеты (медленные и подчас ненадёжные) для хранения информации, поскольку дисководы в то время были очень дороги, особенно в Европе (зачастую дисковод стоил дороже самого компьютера, так как имел более сложную конструкцию и, соответственно, был дороже в производстве). В конце концов, низкая цена для потребителя была важнее и позволяла увеличить количество людей, покупающих компьютер впервые. В качестве основного покупателя рассматривалась семья с детьми школьного возраста.
Все современные настольные машины имеют операционную систему (ОС), которая обеспечивает взаимодействие между оператором и аппаратурой компьютера (памятью, процессором и пр.). Домашние компьютеры часто имели собственную ОС, частью которой был интерпретатор языка программирования Бейсик (англ. BASIC), записанный в одну или более микросхем ПЗУ. Термин «прикладное программное обеспечение», как правило, используется для приложений, выполняющихся в рамках операционной системы и предназначенных для решения конкретных задач; к таким приложениям относятся, например, текстовые процессоры и игры. По мере морального устаревания домашних компьютеров, многие из них, ставшие весьма популярными, обретали вторую жизнь в виде эмуляторов — программ, позволяющих одному компьютеру исполнять программы, написанные для другого компьютера. Таким образом, многие из прикладных программ для рассматриваемых нами машин могут быть исполнены на современных ПК, а сами компьютеры стали прикладными программами для других компьютеров.
Домашние компьютеры основывались, главным образом, на 8-разрядных процессорах, типичным представителем которых (и наиболее распространенным в домашних компьютерах) является процессор MOS6502 производства MOS Technology, Zilog Z80 и Intel 8080. В течение первой половины 1980-х разрабатывалось и продавалось великое множество 8-разрядных домашних компьютеров. К началу 1990-х годов, с устареванием домашних компьютеров на базе 8-битных процессоров, роль домашних компьютеров заняли дешёвые конфигурации PC-совместимых машин и Mac’ов в стационарном и мобильном исполнении, а с середины 2010-х часть сегмента мобильных ПК заняли планшетные компьютеры, а впоследствии и смартфоны.

## Эпохальные бытовые компьютеры

### 1970-е годы
- 1976 год: Compucolor (Северная Америка) — первая цветная домашняя компьютерная система со встроенной цветной графикой и хранилищем данных на дискетах.
- Июнь 1977 года: Apple II (Северная Америка) — многоцветный графический режим, восемь слотов расширения.
- Август 1977 года: Tandy Radio Shack TRS-80 (Северная Америка) — первый домашний компьютер, стоивший менее 600 долл.
- Декабрь 1977 года: Commodore PET (Северная Америка) — первый компьютер, в комплект поставки которого входили клавиатура, монитор, накопитель на магнитной ленте (специальный фирменный магнитофон).
- 1979 год: Atari 400/800 (Северная Америка) — первый компьютер с набором специализированных микросхем и программируемым видеопроцессором.

### 1980-е годы
- 1980 год: Sinclair ZX80 — первый домашний компьютер с ценой менее 100 английских фунтов.
- 1980 год: Commodore VIC-20 (Северная Америка) — цена ниже 300 долл.; первый компьютер в мире, преодолевший планку в один миллион проданных экземпляров.
- 1980 год: TRS-80 Color Computer (Северная Америка) — основан на процессоре Motorola 6809, использована многопользовательская и многозадачная операционная система OS-9.
- Июнь 1981 года: Texas Instruments TI-99/4A (Северная Америка) — базовая модель — менее успешный TI-99/4; первый домашний компьютер с 16-разрядным процессором Texas Instruments TMS9900.
- Август 1981 года: IBM PC (Северная Америка) — предок всех ныне существующих аппаратно IBM PC-совместимых платформ. Оригинал назывался IBM 5150. Был создан группой из 12 инженеров и конструкторов под руководством Дона Эстриджа во флоридском подразделении компании IBM — Entry Systems.
- 1981 год: Sinclair ZX81 (Европа) — стоил 49,95 английского фунта в виде набора для сборки; 69,95 фунта — собранный и готовый к использованию; появился на рынке как Timex Sinclair 1000 в США в 1982 году.
- 1981 год: BBC Micro (Европа) — в течение всего десятилетия являлся основным компьютером в сфере образования в Великобритании; развитая версия языка Бейсик для этого компьютера (BBC BASIC) включала в себя язык ассемблера для процессора MOS Technology 6502; огромное количество портов ввода-вывода.
- Апрель 1982 года: ZX Spectrum (Европа) — самый продаваемый английский компьютер; помог становлению индустрии программного обеспечения в Соединённом Королевстве.
- Август 1982 года: Commodore 64 (C64) (Северная Америка) — самый продаваемый компьютер всех времён и народов: продано более 20 миллионов машин.
- 1983 год: MSX (Япония) — стандарт на архитектуру, разработанный ASCII и Microsoft и основанный на процессоре z80; компьютеры этого стандарта производились различными компаниями.
- Ноябрь 1983 года: появился первый IBM PC-совместимый домашний компьютер IBM PCjr (PC junior), не получивший, однако, широкого распространения. Его клон — Tandy 1000 — был более успешным.
- Январь 1984 года: Apple Macintosh (Северная Америка) — первый домашний компьютер с манипулятором типа «мышь», полностью графическим интерфейсом, первый 16/32-разрядный.
- 1984 год: Amstrad CPC и PCW ranges (Европа) — британский стандарт до появления IBM PC; следующий по продажам после C64 в Германии.
- 1985 год: Atari ST (Северная Америка) (первый домашний компьютер со встроенным MIDI-интерфейсом; также первый компьютер с 1 мегабайтом ОЗУ стоимостью менее 1000 долл.)
- Июль 1985 год: Commodore Amiga (Северная Америка) — оригинальный чипсет для обработки и вывода графики и звука; многозадачная операционная система AmigaOS.
- 1987 год: Acorn Archimedes (Европа) — основан на мощном 32-разрядном микропроцессоре разработки Acorn — ARM; самый мощный домашний компьютер в своём классе на момент появления.

### 1990-е годы
- 1990 год: IBM PS/1 — серия домашних компьютеров фирмы IBM.
- 1992 год: Amiga 1200 — начало выпуска самой популярной low-end модели Amiga.
- 1994 год: Amiga 4000T — начало выпуска самой популярной high-end модели Amiga.
- 1994 год: IBM Aptiva — первый компьютер серии Aptiva.

### 2000-е годы
- 2001 год: IBM заявила о прекращении выпуска IBM Aptiva и уходе с рынка домашних компьютеров.

## Домашние компьютеры на территории СССР

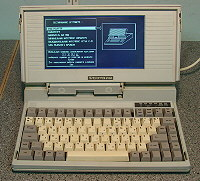
Электроника МС 1504

История домашних компьютеров в СССР, в общем-то, мало чем отличается от истории их на Западе (но с задержкой по времени и меньшими объемами производства), тем более, что в конце 1980-х практически все западные популярные модели появились и в Советском Союзе. Как и на Западе, 8/16-разрядные домашние компьютеры в 1990-х были вытеснены ПК. В отличие от стран Запада, в СССР не пользовались большой популярностью компьютеры фирмы Commodore International — Commodore 64 и Amiga, главным образом из-за высокой стоимости импортных образцов и их конструкции, основанной на большом количестве заказных чипов, что делало невозможным их лёгкое клонирование. Кроме того, поставкам Амиг в Советский Союз мешало то обстоятельство, что процессоры Motorola серии 680x0 использовались в системах наведения крылатых и баллистических ракет США, из-за чего были включены в список КОКОМ (список оборудования, материалов и технологий, поставка которых социалистическим странам запрещена).
В Советском Союзе первым серийно производившимся (с 1985 года) домашним компьютером считается разработанный в 1983 году компьютер «Электроника БК-0010», сделанный на основе 16-разрядного (что в то время было редкостью даже для Запада) микропроцессора К1801ВМ1, а принятая в советской промышленности аббревиатура БК — «бытовой компьютер», стала для СССР сугубо локальной, более наукообразно звучащей, и приятной уху чиновников заменой западного термина «домашний компьютер», звучавшего «потребительски» и «несолидно», и потому неприменимого в победных реляциях о достижениях в социалистическом народном хозяйстве. В 1990 году выпущена улучшенная модель БК-0011, а позднее — БК-0011М. Для этих машин энтузиастами создано огромное количество различного программного обеспечения (включая операционные системы) и периферийного оборудования. В отличие от других компьютеров, созданных или производившихся в СССР, БК стал и demo-машиной.
До этого компьютера различными энтузиастами были предприняты попытки в разработке собственных компьютеров. Первый из них появился в 1983 году — на 8 лет позже, чем на Западе.
Он назывался «Микро-80» — советский любительский 8-разрядный микрокомпьютер на основе микропроцессора К580ИК80А; принципиальная схема и подробные инструкции по его сборке были опубликованы в журнале «Радио» в 1983 году. Из-за сложности в сборке, а также из-за отсутствия в свободной продаже необходимых микросхем, компьютер не получил широкого распространения, однако начало было положено. Следующим был «Радио 86РК», схема которого была опубликована в журнале «Радио» в 1986 году. Он был проще в сборке, микросхемы можно было купить, а кроме того, он был совместим с «Микро-80». Эта машина стала по-настоящему массовой, что практически сразу привело к появлению клонов, полностью или частично совместимых с базовой моделью. Программное обеспечение, изначально довольно скудное, быстро создавалось самими пользователями. От своих западных аналогов клоны «Микро-80»/«Радио 86РК» отличались отсутствием графического режима и монохромным изображением.
Первым серийно производившимся персональным компьютером в СССР (1984 год) стал ПЭВМ «Агат» — ограниченно совместимый с Apple II. Он претерпел несколько модификаций, и, несмотря на достаточно высокую стоимость и слабость аппаратной части, мешавшие широкому распространению, сыграл свою роль во внедрении персональных компьютеров. Этот компьютер предназначался для внедрения в школы, а поскольку цена его была довольно высока, около 4000 рублей, в качестве домашнего компьютера он использовался очень редко.
Был также разработан весьма перспективный компьютер Союз-Неон ПК-11/16 на базе 16-разрядного процессора КН1806ВМ2. К сожалению, продвинутое аппаратное обеспечение (сделанное на эксклюзивных чипах и практически не поддающееся ремонту) не было поддержано программным обеспечением, и этот компьютер так и остался неизвестным широким массам.
Настоящий бум домашних компьютеров в Советском Союзе начался в конце 80-х годов. Выпускались такие машины, как «Сура», «Нейрон», «Микроша» и другие.
В СССР появились клоны популярного 8-разрядного ZX Spectrum, выполненные различными схемотехническими решениями. За исключением микропроцессора, выпуск аналогов которого был освоен достаточно быстро, все комплектующие были доступны, что позволило быстро наладить как серийное производство, так и кустарную/любительскую сборку. Многие из этих клонов настолько продвинуты и изменены по сравнению с оригиналом, что роднит их разве что название — «Спектрум».
Другие 8-разрядные компьютеры (Atari, Commodore 64/Commodore 128) в СССР/России встречались нечасто, однако в игровых клубах, распространённых в начале 1990-х, часто использовались Atari.
Широкое распространение получил 16-разрядный IBM-совместимый компьютер Поиск. Выпускались и другие домашние компьютеры, совместимые с IBM: Ассистент-128, Электроника МС 1502.
32-разрядные Atari большого распространения не получили, их место заняли IBM PC-совместимые машины. Amiga же получила ограниченное распространение (около 15 тыс. пользователей в 1995 году) и собрала вокруг себя обширное сообщество, существующее и сегодня.